# 愛西市立佐織西中学校
愛西市立佐織西中学校（あいさいしりつ さおりにしちゅうがっこう）は、愛知県愛西市草平町阿原にある公立中学校。1981年に佐織町立西中学校として設立、2005年の市町村合併に伴って愛西市立へと移行した。

## 概要
略称は「佐織西中（さおりにしちゅう）」あるいは「佐西中（さにしちゅう）」、生徒の間では「西中（にしちゅう）」「佐西（さにし）」などともいう。学区は旧佐織町のうち西部地区で、愛西市立草平小学校と愛西市立西川端小学校の卒業生が進学する。
佐織中学校の生徒数増加のために新設された中学校で、愛西市立の中学校では最も歴史が浅い。

## 沿革
- 1981年（昭和56年） - 佐織町立西中学校が設立される。
- 2005年（平成17年） - 市町村合併に伴い愛西市立へ移行。校名を愛西市立佐織西中学校とする。

## 教育目標
「誠実 責任 忍耐」を教育目標としている。

## 部活動
相撲部は1993年に東海中学相撲大会で団体3位になるなどの実績がある。
吹奏楽部はCBCこども音楽コンクールの優秀賞（1998年と1999年）や、愛知県マーチング大会の金賞（1999年）などの受賞歴があり、愛知県吹奏楽コンクールの出場もしている。（2024年）
女子バスケットボール部は2010年度、2011年度と愛知県大会に出場。2014年度は新人戦でも愛知県大会出場。